# Косачёв, Василий Семёнович
Василий Семёнович Косачёв (15 января 1936, Троицкое, Башкирская АССР — 24 октября 2017, Ишимбай, Башкортостан) — советский российский нефтяник. Лауреат Государственной премии СССР (1985).

## Биография
Косачёв Василий Семёнович родился 15 января 1936 года в с. Троицкое Мелеузовского района Башкирской АССР.
С 1958 года работал помощником оператора по добыче нефти, оператор в НГДУ «Ишимбайнефть».
С 1965 года являлся мастером в тресте «Уралгазстрой» (Уфа).
В 1966—1997 гг. работал оператором, мастером, инженер-технологом в НГДУ «Ишимбайнефть».
Член КПСС. Был секретарём партийной организации на нефтепромысле.
На Озёркинском нефтяном месторождении внедрял новые методы повышения нефтеотдачи путём закачивания в скважину под высоким давлением растворители и газовые смеси.
Лауреат Государственной премии СССР за выдающиеся достижения в труде (1985).

## Награды
- Орден «Знак Почёта» (1981).
- Государственная премия СССР (1985)